# 1-Fenil-1-heptanol
1-Fenil-1-heptanol é o composto orgânico de fórmula C13H20O e massa molecular 192,3. É também chamado de 1-fenileptan-1-ol, 1-fenileptano-1-ol, α-hexilbenzenometanol, álcool 1-fenileptílico ou álcool alfa-n-hexil benzílico. É classificado com o número CAS]] 614-54-0, MOL File 614-54-0.mol e CBNumber CB7223802.